# Ejido
Pour les articles homonymes, voir Ejido (homonymie).
Un ejido désigne, au Mexique, une propriété collective attribuée à un groupe de paysans  pour y effectuer des travaux agricoles.[Quoi ?]
Les ejidos y succèdent aux haciendas et autres latifundios. 
En effet, ils prévoient la collectivité de la propriété et de l'usufruit des terres sans possibilité légale de les vendre ou de les céder, bien qu'en pratique les enfants héritaient de la parcelle de leur père et souvent endettés et placés face au peu de rentabilité économique de petites parcelles la vendaient à un autre ejidatario qui à la longue reconstituait pour lui et sa famille une grande propriété.
Ces dispositions ont généré une organisation politique particulière dans les populations qui peuplent les ejidos, ainsi qu'une corruption à grande échelle, la plupart des ejidos devenant en fait des propriétés privées.
Autorités ejidales (en fait les propriétaires) et municipales (voire estatales ou fédérales) entrent souvent dans des  conflits inextricables pour savoir qui pouvait disposer de ces terres, les actes de ventes étant forcément non reconnus ni les héritages. 

## Définition
Le terme Ejido vient du latin exitus et désigne littéralement, des terres se trouvant à l’extérieur ou à la sortie d’un village (autrefois appelées Calpulli).

## Histoire

### Conquête, indépendance et répartition des terres
L’histoire de la répartition des terres est l’une des multiples raisons avec l'effondrement du cours de l'argent métal, la crise américaine de 1908 et le vieillissement des cadres de l'État pour comprendre la révolution mexicaine de 1910 et la guerre civile entre révolutionnaires qui suivit le départ en exil en 1911 Porfirio Díaz.
En 1911, 95 % des paysans mexicains étaient des paysans sans terres. 
Après la victoire des libéraux de Benito Juárez sur les conservateurs dont le principal représentant  Antonio López de Santa Anna avait fui le pays en 1855 et la promulgation de la Constitution de 1857 les terres de l’Église furent confisquées et vendues au profit de l'État qui essaya ainsi de parer à sa banqueroute à des spéculateurs et des propriétaires terriens, les propriétés dites communales dont les titres de propriété appartenaient aux villages et qui dataient de la colonie espagnole n'étaient plus reconnus. L'article vingt sept de la Constitution de 1857 avait alors interdit le droit de propriété à des corporations quelles qu'elles soient.

### La redistribution des terres: revendication majeure de la Révolution mexicaine
L'une des demandes principales de la révolution mexicaine fut de diviser les grandes haciendas des propriétaires terriens et de les redistribuer à ceux qui la travaillaient c'est-à-dire les paysans pauvres. Ce point fut le sujet majeur des révolutionnaires Pancho Villa et Emiliano Zapata notamment à travers le Plan de Ayala de ce dernier. La loi agraire de 1915 annula tous les actes de justice qui avaient exproprié les communautés indigènes et paysannes par le passé. L'article 27 de la Constitution de 1917 permit à l’État d'exproprier et de redistribuer les terres. La Ley de Ejidos de 1920, promulguée par les constitutionnalistes triomphants Venustiano Carranza va officialiser le démantèlement des grands propriétés pour les transformer en ejidos, attribués généralement aux hommes ayant combattu sous les ordres d'un chef constitutionnaliste ou laissées au bon vouloir de caciques locaux ayant leur sympathie. La loi précisait que la forme de la propriété pouvait s'accorder à l'intérêt public et autorisa à nouveau la propriété des corporations.

### La réforme de Lazaro Cardenas
Durant le mandat de Lazaro Cardenas, 18 millions d'hectares furent redistribués à 812 000 paysans, ce qui équivalait alors à près de la moitié du territoire du pays. La redistribution devait alors être faite par le gouvernement des États fédérés et non de l'État central. 
Cette évolution juridique donna un important levier de pression à la paysannerie en légitimant la défense de la propriété de ses terres. On peut aussi comprendre l'article 27 de la Constitution de 1917 comme une sorte de contrat entre l'État et les paysans donnant à la fois le levier à ces derniers de réclamer des terres et à l'État le contrôle sur l'agriculture. Le support rural au Parti révolutionnaire institutionnel s'explique en partie par instrumentalisation par ce dernier de l'article 27 à des fins corporatiste, faisant de la paysannerie le client et l'acteur politique privilégié du régime jusqu'à la libéralisation de l'économie dans les années 1980. 
D'après le recensement de 1960, 23 % des Mexicains cultivaient des terres appartenant aux ejidos.

### Libéralisation de l'économie et réforme de l'article 27 de la Constitution
En 1992, sous la présidence Carlos Salinas de Gortari, la Nueva Ley Agraria en modifiant l'article 27 de la Constitution a supprimé la disposition qui établissait les ejidos en autorisa la division et la vente, c'est-à-dire la privatisation des parcelles communautaires, la faible productivité s'apparentant plus à une agriculture de substance de ces terres et la revente illégale pratiquée à grande échelle avaient rendu cette nouvelle loi nécessaire, en légalisant une privatisation de fait et déjà ancienne.
Il faut mettre en lien la réforme constitutionnelle de 1992 avec la libéralisation de l'économie agricole notamment la fin de l'Accord international sur le café (AIC) en 1989 et l'entrée en vigueur de l'Accord de libre-échange nord-américain (ALENA) en 1994. Ces événements envahirent le marché mexicain de produits américains peu chers privant la paysannerie mexicaine de revenus notamment dans le sud du pays.